# سيرجيو بيانكي
سيرجيو بيانكي (بالإيطالية: Sergio Bianchi)‏ (و. 1920 – 1978 م) هو كاتب سيناريو، من إيطاليا، توفي في فلورنسا، عن عمر يناهز 58 عاماً.